# NGC 5986
NGC 5986 (другие обозначения — GCL 37, ESO 329-SC18) — шаровое скопление в созвездии Волк.
Этот объект входит в число перечисленных в оригинальной редакции «Нового общего каталога».